# バーゴール (潜水艦)
バーゴール (USS Bergall, SS-320) は、アメリカ海軍の潜水艦。バラオ級潜水艦の一隻。艦名はニューイングランド沖に生息するベラ科の魚バーゴールに因む。

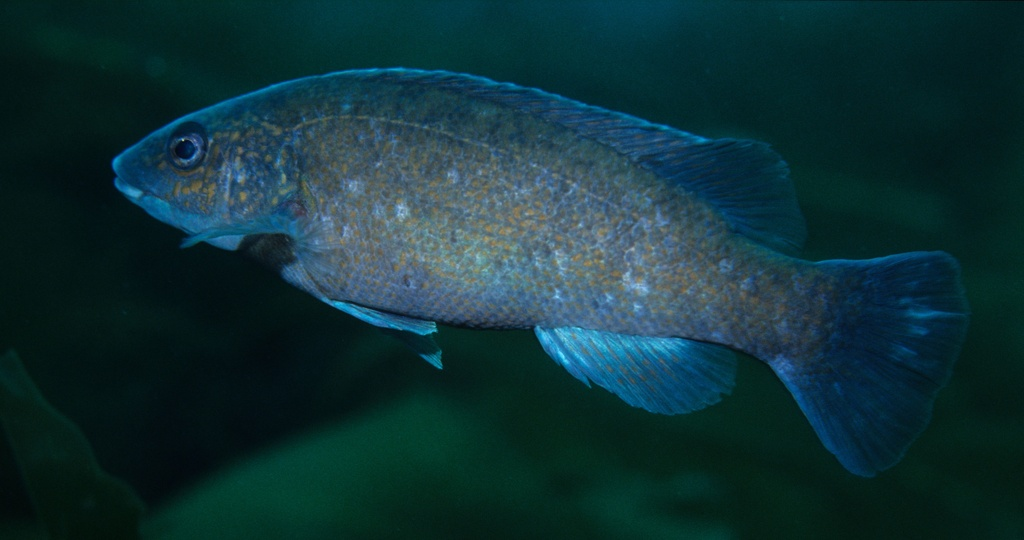
バーゴール（Bergall）

## 艦歴
バーゴールは1943年5月13日にコネチカット州グロトンのエレクトリック・ボート社で起工した。1944年2月16日にJ・A・エルキンズ夫人によって命名、進水し、6月12日に艦長ジョン・M・ハイド少佐（アナポリス1934年組）の指揮下就役する。就役後は太平洋艦隊に配属され、8月13日に真珠湾に到着した。

### 第1の哨戒 1944年9月 - 11月
9月8日、バーゴールは最初の哨戒で南シナ海に向かった。サイパン島を経由した後、哨区に到着。10月13日、バーゴールは北緯11度53分 東経109度17分 / 北緯11.883度 東経109.283度のインドシナ半島沖で海軍徴用船神州丸（巴組汽船、4,180トン）を撃沈した。バーゴールは南下し、バラバク海峡方面に移動した。10月27日、バーゴールは北緯07度17分 東経116度45分 / 北緯7.283度 東経116.750度のバラバク海峡南西沖で、2隻のタンカーと4隻の護衛艦からなる船団を発見した。これは、レイテ沖海戦に参加した志摩艦隊に対する補給のためにコロン湾に向かったものの、戦況の変化に伴いスールー海からブルネイに引き返す途中の補給部隊であった。バーゴールはタンカーに向けて魚雷を発射し、日邦丸（飯野海運、10,528トン）を撃沈し、厳島丸（日本海洋漁業、10,006トン）を撃破した。
11月8日、バーゴールは60日間の行動を終えてフリーマントルに帰投した。

### 第2の哨戒 1944年12月

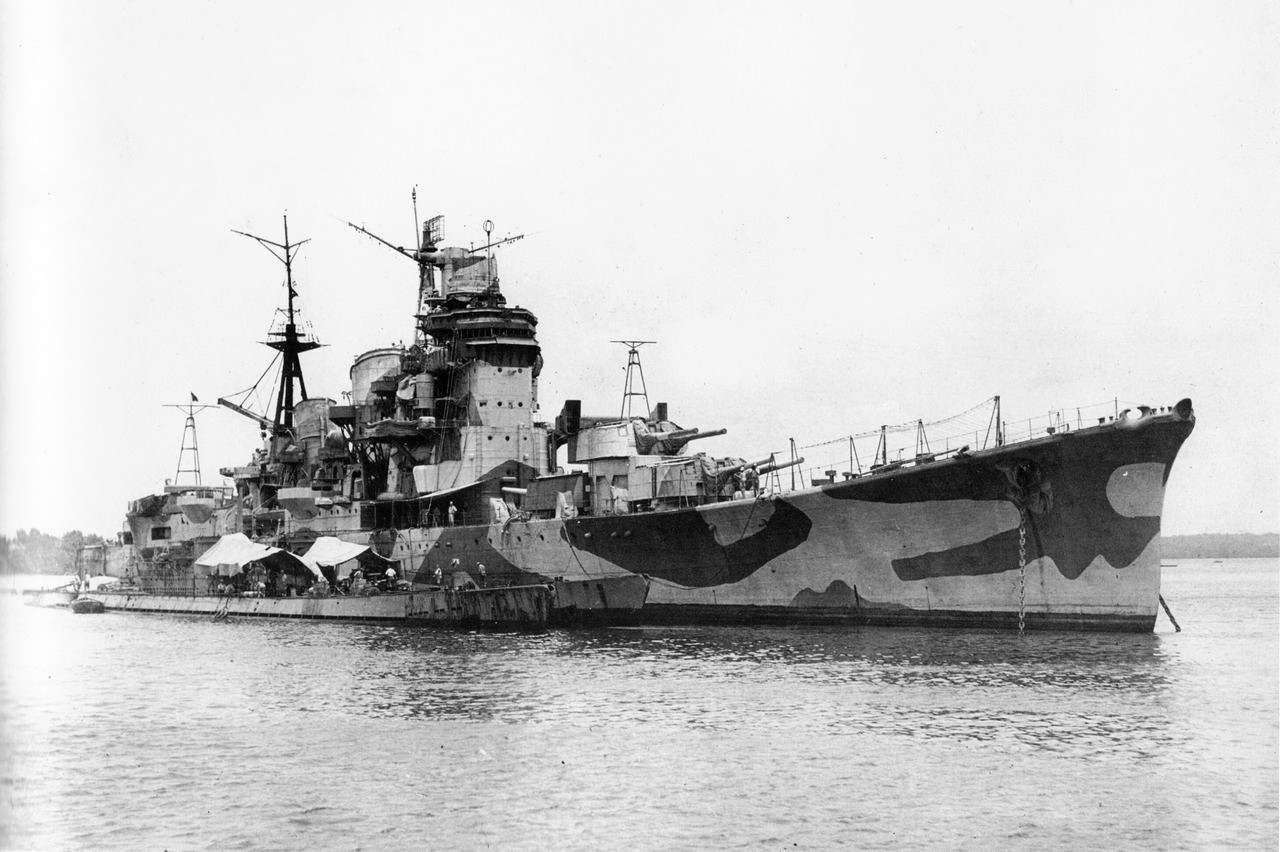
重巡洋艦「妙高」（1945年）

12月2日、バーゴールは2回目の哨戒で南シナ海に向かった。この哨戒では機雷敷設も任務に加えられていた。エクスマス湾で給油の後、哨区に到着した。12月13日夜、バーゴールは北緯08度09分 東経105度40分 / 北緯8.150度 東経105.667度のインドシナ半島カモー岬沖を浮上航行し機雷敷設の準備の最中、2隻の目標をレーダーで32,000メートルの距離で探知した。バーゴールは作業を中止してこの目標に注目することとし、やがて、目標が少しずつ見えてきた。この目標は、レイテ沖海戦での損傷を日本本土で行うべく回航される重巡洋艦妙高と、護衛と日本回航を兼ねていた駆逐艦潮であった。バーゴールは浮上したまま妙高を攻撃する態勢を取り、一方の妙高も距離12,000メートルの位置に浮上するバーゴールの姿を確認した。バーゴールは浮上したまま妙高に対し魚雷6本を発射。妙高は魚雷音を探知してから回避運動に入ったものの、魚雷1本が艦尾に命中し大破、航行不能となった。妙高は主砲と高角砲で二二号電探を使用した射撃を実施し、主砲弾1発がバーゴールの前部魚雷発射管室の左舷側に命中するが不発弾に終わった。それでも砲弾はバーゴールの艦体を貫通し、耐圧区画に穴を開けた。もう1弾はバーゴールの後方に落ちた。主砲弾命中により空気系統の管や電気回路が大きく損傷し火災を発生させ、バーゴールは潜航不能に陥った。事に至ってバーゴールは妙高に再度攻撃することも出来ず、応急修理の上司令部に救援を仰いだ。司令部からの命令により、バーゴールの哨区近くにいたアングラー (USS Angler, SS-240) がバーゴールの救援に向かった。2日後の12月15日にアングラーはバーゴールとの会合に成功。一部の乗組員をアングラーに移乗させ、ハイド以下のバーゴールの幹部は責任者として残留した。アングラーには予め、「状況が困難な場合はバーゴール乗員を完全に移乗させた上で、バーゴールを自沈処分してもよろしい」という命令も与えられており、実際に処分のための魚雷もセットされていたが、奇跡的にそのような切羽詰った状況にならず、またハイドがバーゴールを捨てることを潔しとしなかったため、バーゴールはアングラーの護衛の下、フリーマントルに引き返すこととなった。カリマタ海峡、ジャワ海、ロンボク海峡と日本がいまだ制海権を保持していた水域を浮上したまま無事通過し、12月20日にエクスマス湾に到着して、改めて哨戒に向かうアングラーと別れた。12月23日、バーゴールは21日間の行動を終えてフリーマントルに帰投した。妙高はシンガポールに退避し、そこで終戦を迎えた。

### 第3、第4、第5の哨戒 1945年1月 - 6月
1945年1月19日、バーゴールは3回目の哨戒で南シナ海に向かった。1月27日、バーゴールは南緯08度37分 東経115度39分 / 南緯8.617度 東経115.650度のロンボク海峡で第102号掃海特務艇を撃沈したと主張した。1月30日には南緯08度26分 東経115度40分 / 南緯8.433度 東経115.667度のロンボク海峡で給糧艦荒埼を撃破した。バーゴールはジャワ海を経て南シナ海に入った。2月7日、バーゴールは北緯11度53分 東経109度22分 / 北緯11.883度 東経109.367度のカムラン湾口付近で南下してくるヒ93船団を発見。バーゴールは船団右側方から攻撃し、魚雷2本がタンカー東邦丸（飯野海運、10,238トン）の中央部と船首に命中したが、東邦丸は沈没しなかった。他の魚雷のうち1本は第53号海防艦の艦底を通過したところで爆発し、その衝撃で第53号海防艦のタンクが破壊され炎上し艦体は切断、沈没した。この後、北号作戦参加の戦艦日向、伊勢以下の艦隊を迎撃するよう命令を受けた。2月13日、バーゴールは僚艦ブロワー (USS Blower, SS-325) の隣の哨区で艦隊を待ち構えた。やがて、艦隊が出現。まずブロワーが至近距離から雷撃したが命中しなかった。バーゴールは北緯15度34分 東経110度50分 / 北緯15.567度 東経110.833度の地点で、ブロワーに続いて4,400メートルの距離で魚雷6本を発射し命中音を1つ聴取したが、この攻撃は失敗に終わった。2月17日、バーゴールは28日間の行動を終えてスービック湾に帰投した。
3月4日、バーゴールは4回目の哨戒で南シナ海に向かった。しかし、この哨戒では戦果を挙げることはなかった。4月17日、バーゴールは43日間の行動を終えてフリーマントルに帰投した。
5月12日、バーゴールは5回目の哨戒でタイランド湾方面に向かった。5月30日、バーゴールは北緯10度44分 東経99度30分 / 北緯10.733度 東経99.500度の地点で5隻のバージと2隻のタグボートを撃沈した。バーゴールはその後もタイランド湾で行動したが、6月13日にバーゴールは北緯11度45分 東経99度50分 / 北緯11.750度 東経99.833度の地点で味方が敷設した機雷に接触、船体後部を損傷した。バーゴールは応急修理のため哨戒を打ち切った。6月17日、バーゴールは37日間の行動を終えてスービック湾に帰投した。
この後、バーゴールは本格修理のため帰国の途に就き、1945年8月4日にポーツマス海軍造船所に到着。修理中に終戦を迎えた。なお、この間にバーゴールの艦長がトーマス・K・キンメル少佐に代わった。キンメル少佐は元合衆国艦隊兼太平洋艦隊司令長官ハズバンド・キンメル提督の息子で、ロバロー (USS Robalo, SS-273) 艦長として行方不明になったマニング・キンメル少佐（アナポリス1935年組）の弟であった。マニングが行方不明になった後、合衆国艦隊司令長官兼海軍作戦部長アーネスト・キングの直々の命令により、トーマスを戦死の危険性が極めて少ない後方での陸上勤務に配置換えした。これは、長男を失ったハズバンド・キンメルの心情を考慮したものと言われている。時が下ってトーマスに再び海上勤務の機会が与えられることとなったが、終戦によりバーゴールがキンメルの指揮下で実戦を戦うことはなかった。
バーゴールは第二次世界大戦の戦功で4個の従軍星章を受章した。

### 戦後
修理が完了するとバーゴールは1945年12月に太平洋艦隊に加わり、その後も活動を続け1948年12月4日から1949年2月28日まで極東への巡航を行い、1950年6月10日に真珠湾を出航、大西洋に向かった。1950年7月11日、コネチカット州ニューロンドンに配置され、以降は大西洋艦隊と共に地中海の巡航を行った。1958年9月26日にバーゴールは出航し、10月9日に地中海に入り、15日にトルコのイズミルに到着した。同地で10月17日に退役する。

### トルコ海軍で
バーゴールは同日付けでトルコ海軍に貸与され、艦名はトルグトレイス (TCG Turgutreis, S 342) と改名された。バーゴールは1973年2月1日にアメリカ海軍から除籍され、2月15日にトルコ政府に売却された。トルグトレイスはトルコ海軍での任務を続け、1977年に使用停止となった。その後、トルグトレイスは1983年4月5日に除籍され、2000年4月にゴルジュク海軍造船所でスクラップにされた。